# Хорспул, Стюарт
Стюарт Джеймс-Хорспул (англ. Stuart James-Horsepool, родился 18 августа, 1961 года в Ноттингеме графство Ноттингемшир) — британский шорт-трекист, Участник зимних Олимпийских игр в Калгари на показательных выступлениях по шорт-треку и Олимпийских игр 1992 года. Неоднократный призёр чемпионатов мира.

## Спортивная карьера
Стюарт Хорспул начал выступления в национальной сборной в 1980 году в выступлении на Кубке Европы на дистанции 500 метров, и занял в общем зачёте 12 место. Уже в следующем году на чемпионате мира в Медоне выиграл два серебра на 500 метров и в эстафете и бронзу на 1000 метров. В 1982 году в Монктоне вновь стал третьим на дистанции 1000 метров. В сезоне 1982/83 года Стюарт стал 4-м в общем зачёте куба Европы. На чемпионате мира в Питерборо в 1984 году вместе с командой Хорспул выиграл серебряную медаль.
С 1985 по 1988 год Стюарт выступал в основном на Кубке Европы, а в 1988 году вместе с командой поехал на Олимпийские игры в Калгари, где выступал на всех дистанциях, но дальше третьего десятка не проходил и только в эстафете смог занять 6 место. В 1991 году на очередном мировом первенстве в Сиднее выиграл бронзу в эстафете. В 1992 году участвовал на Олимпийских играх в Альбервилле, где  вновь в эстафете стал 6-м. После игр Стюарт завершил карьеру спортсмена.

## Тренерская карьера
После завершения карьеры Стюарт Хорспул работает исполнительным директором в GB Short Track (Британский шорт-трек), тренировал сборную Германии по шорт-треку с 2006 по май 2015 года. Позже тренировал сборную Латвию. С июня 2018 года вновь возглавил сборную Германии по шорт-треку.